# Milena Pavlović-Barili

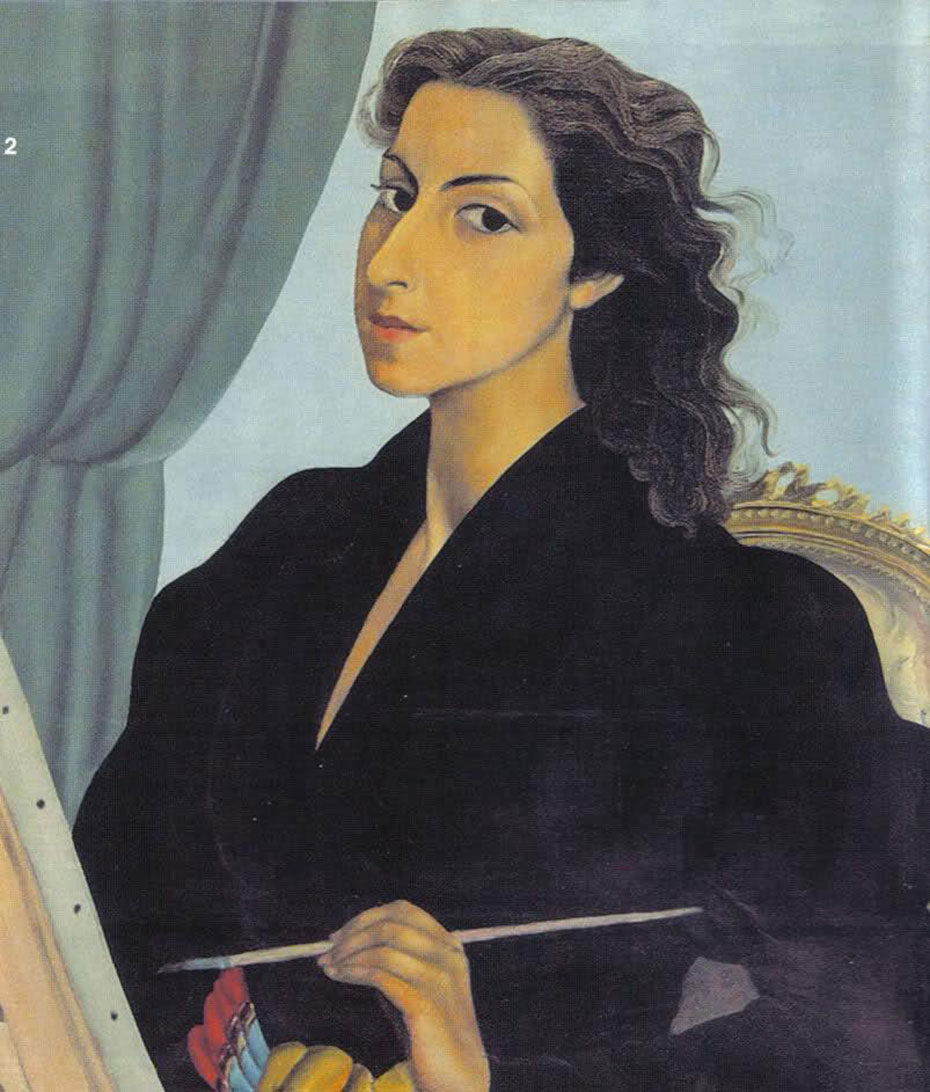
Milena Pavlović-Barili: Selbstporträt

Milena Pavlović-Barili (serbisch-kyrillisch Милена Павловић-Барили; * 5. November 1909 in Požarevac; † 6. März 1945 in New York) war eine jugoslawische Malerin und Dichterin, die heute als eine der Wegbereiterin der modernen serbischen Kunst angesehen wird.

## Leben
Ihr italienischer Vater Bruno Barilli war ein einflussreicher italienischer Komponist. Ihre serbische Mutter, Danica Pavlović, eine entfernte Verwandte des Hauses Karađorđević, hatte in München am Konservatorium Gesang und Klavier studiert, wo sie Barilli kennen- und liebenlernte.
Der Name ihres Vaters und sein Einfluss öffnete der jungen Milena die Türen der literarischen Salons und Galerien, wodurch sie in die Lage versetzt wurde, in den höchsten intellektuellen Kreisen zu verkehren. Ihre außergewöhnlichen Eltern und ihre Familie machten sie mit dem Ästhetizismus, dem Dandytum und der Kunst der Sezession ebenso wie mit den Künsten vergangener Epochen bekannt. Später beherrschte sie fünf Sprachen fließend.
Bereits im Alter von zwölf Jahren besuchte die als „Wunderkind“ gepriesene Milena eine Kunstschule, schließlich die Kunstakademie in Belgrad (1922–1926) und anschließend studierte sie an der Akademie der Bildenden Künste München (ab Wintersemester 1927/28) bei Franz von Stuck, mit dem sie bis an ihr frühes Lebensende eine Brieffreundschaft verband, Kunst. Der Co-Professor ihrer Vorprüfungen, Habermann, lobte ebenfalls ihr Talent. Ihr großes Vorbild war der Maler Giorgio de Chirico, der ebenfalls zu diesem Zeitpunkt bei von Stuck studierte. Allerdings hatte Chirico selbst keine allzu große Meinung von der serbischen Malerei, da er deren Palette als „schmierig und dunkel“ empfand.
Schon 1926 erschien Barilis Name in der Politika. Andrejević Kun und Lazar Ličenoski gehörten zu ihren Freunden. In dieser künstlerischen Phase wurde sie von der Welt der Mythen, der Phantasie, des Glamours und der faszinierenden Emotionen angezogen; folglich malte sie Hamlet, einen verwundeten Indianer, Rudolph Valentino und andere Schauspieler, wobei sie Filmplakate als Vorlagen verwendete. Der zeitgenössische Kunstkritiker Dragi Stojanović missverstand ihr Talent gründlich, wenn er sie lediglich als geborene dekorative Malerin und Karikaturistin ansah.
Im Gegensatz zu vielen anderen Künstlern ihrer Zeit lernte sie weder von Pablo Picasso noch von Henri Matisse. Ihre Vorbilder waren die Meister des 19. Jahrhunderts wie zum Beispiel Aubrey Beardsley, Gustav Klimt, Max Klinger und Arnold Böcklin. Außerdem ignorierte sie die möglichen Anregungen von Wassily Kandinsky, die abstrakte Kunst, den Dadaismus und andere Strömungen der Avantgarde. Während ihrer Zeit an der Münchener Akademie zeigte sie ein großes Interesse an exotischen und ethnographischen Motiven, malte Akte und Naturereignisse, die ihren kosmopolitischen und romantischen Neigungen entgegenkamen.
In Belgrad hatte sie ihre ersten Ausstellungen im Jahr 1928. Im Jahr 1930 verließ sie Serbien, da sie dort im Süden und den Kleinstädten von Štip, Veles und Tetovo keine Anstellung als Zeichenlehrerin fand, und kam bis zum Ausbruch des Zweiten Weltkriegs nur zu kurzen Besuchen in ihr Mutterland zurück.
Bis Ende der 1930er Jahre lebte sie in Spanien, Rom, Paris, Oslo und London. Dort verkehrte sie mit Frida Kahlo, Tamara de Lempicka, Alberto Savinio, André Breton und Jean Cocteau und beteiligte sich an gemeinsamen Ausstellungen mit den beiden Letztgenannten, wobei sie von diesen beiden und de Chirico am stärksten beeinflusst wurde. Laut den Erinnerungen ihrer Mutter malte die Malerin in dieser Dekade nahezu Tag und Nacht, als sei sie von etwas besessen. Das Buch ihres Vaters, Parigi (1938), illustrierte sie selbst.

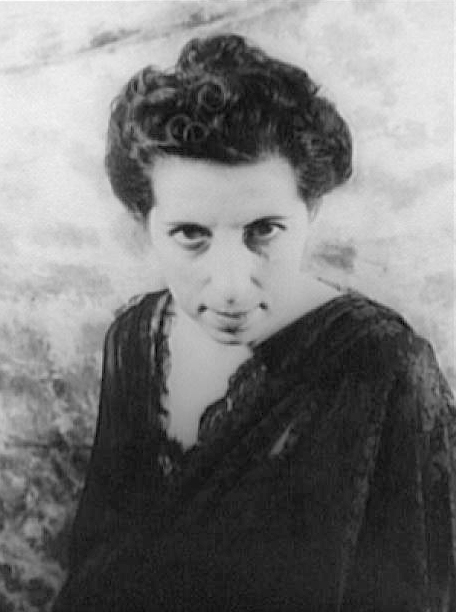
Carl Van Vechten, Porträt von Milena Pavlović-Barili, 1940

Ab dem August 1939 lebte sie in New York, wo sie einen mehr romantischen Stil mit Anklängen an die Präraffaeliten entwickelte. Aus wirtschaftlichem Druck, um weiterhin den Eindruck aufrechterhalten zu können, dass sie nicht nur intellektuell zur High Society gehöre, arbeitete sie auch für das kommerzielle Design von Modezeitschriften und malte Porträts der lokalen Oberschicht. So veröffentlichte sie manche ihrer Arbeiten, wie zum Beispiel Hot Pink With Cool Gray 1940 in der Vogue oder in Harper’s Bazaar und Town and Country.
Julien Levy, der auch die ersten US-amerikanischen Ausstellungen von Salvador Dalí organisierte, veranstaltete ihre erste Ausstellung 1940 in seiner Galerie (19. März bis 9. April 1940). In den Staaten heiratete sie den USAAF-Piloten und Offizier Thomas Astor Goslen, dessen Familie ihr späteres Andenken in Ehren halten sollte. Aus dieser Zeit existiert eine Fotografie von Carl Van Vechten von ihr.
1945 verstarb Milena Pavlović-Barili nach einem Reitunfall an einer Wirbelsäulenverletzung. Ihre Urne wurde am 5. August 1949 nach Rom gebracht und auf dem Protestantischen Friedhof beigesetzt.

## Einordnung
Die Inhalte und Themenwahl ihres Werks reichen von Porträtmalerei (Porträts von Robert Thomas Goslen oder Rosamund Frost) bis hin zu eigenständigen Interpretation biblischer Themen der christlichen Ikonografie. In ihren Motiven tauchten wiederholt albtraumhafte und surreale Szenen auf, Schleier, Engel, Statuen der Göttin Venus und Harlekinfiguren. Lediglich die spanische Malerin Remedios Varo nahm während des 20. Jahrhunderts ähnliche Anleihen bei mysteriösen Motiven.
Laut Lazar Trifunović gehört ihr Werk zum Surrealismus. Allerdings können zeitgenössische Surrealisten wie Dorothea Tanning, Kay Sage, Leonora Carrington, Toyen und Valentine Hugo kaum mit ihr verglichen werden. Miodrag B. Protić hingegen unterscheidet bei ihr drei Schaffensperiode im Verlauf ihrer künstlerischen Karriere: Die „Münchener Periode“ (1928–1932), die „Antike Periode“ (1932–1936) und die „Renaissance Periode“ (1936–1945).
Zusammen mit Nadežda Petrović gilt Milena Pavlović-Barili heute als Wegbereiterin der modernen Kunst Serbiens.

## Rezeption
Auf den mit ihr befreundeten italienischen Komponisten Gian Carlo Menotti soll die Künstlerin aufgrund ihrer mystizistischen Anklänge in ihren Bildern einen gewissen Einfluss gehabt haben. Außerdem habe Menotti sie in einer seiner Opern, wahrscheinlich in The Medium (1946), verewigt und sei nach ihrem Tod im Besitz ihres Nonnenbildes mit dem flammenden Stigmata-Herzen gewesen.
Ihr Geburtshaus in Požarevac wurde in ein Museum umgewandelt, in dem ihre Werke ausgestellt sind. Außerdem sind Werke von Milena Pavlović-Barili im Museum für Zeitgenössische Kunst in Belgrad und in Kunstsammlungen in Rom und New York ausgestellt. Im Juli/August 2009 feierte Serbien ihren 100. Geburtstag als Kulturevent besonderen Ausmaßes mit zwei Sonderausstellungen von sieben ihrer Hauptwerke. Die Ausstellung wurde von mehr als 100.000 Personen besucht. Auch eine Ausstellung in Rimini, Italien, ehrte 2009/2010 im Museo della cittá das Ansehen der Künstlerin.

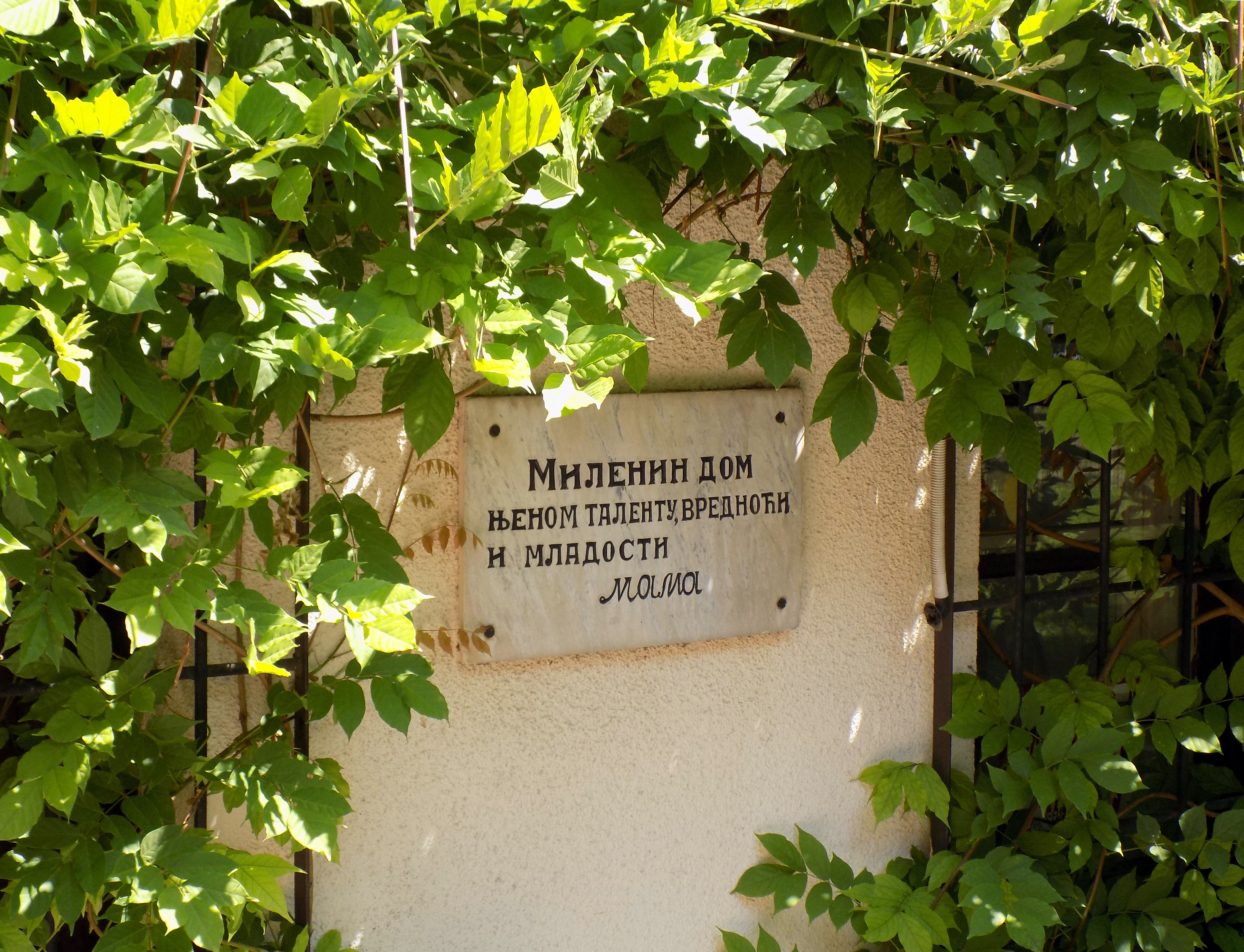
Gedenktafel am Eingang zur Galerie
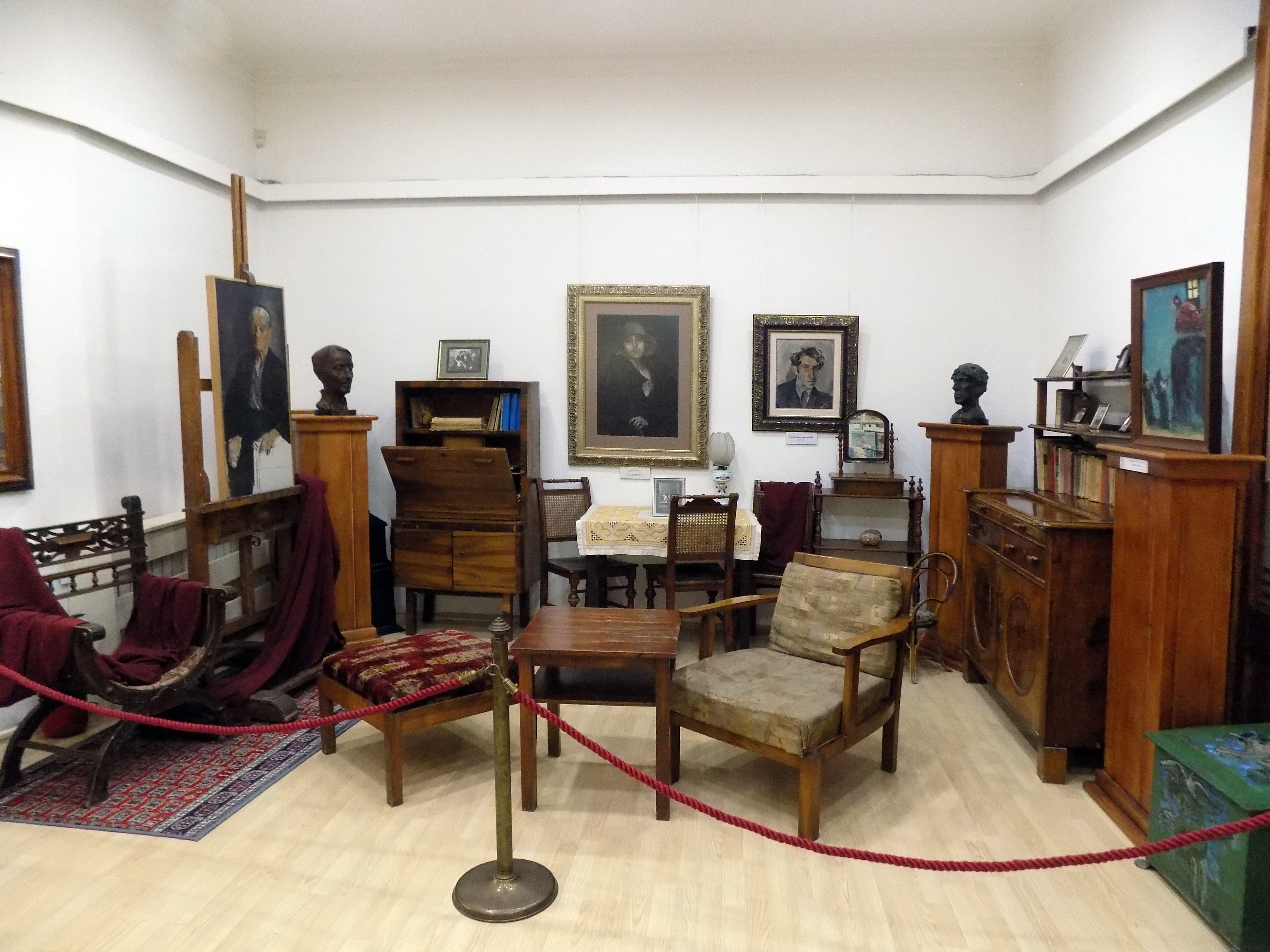
Gedenkraum
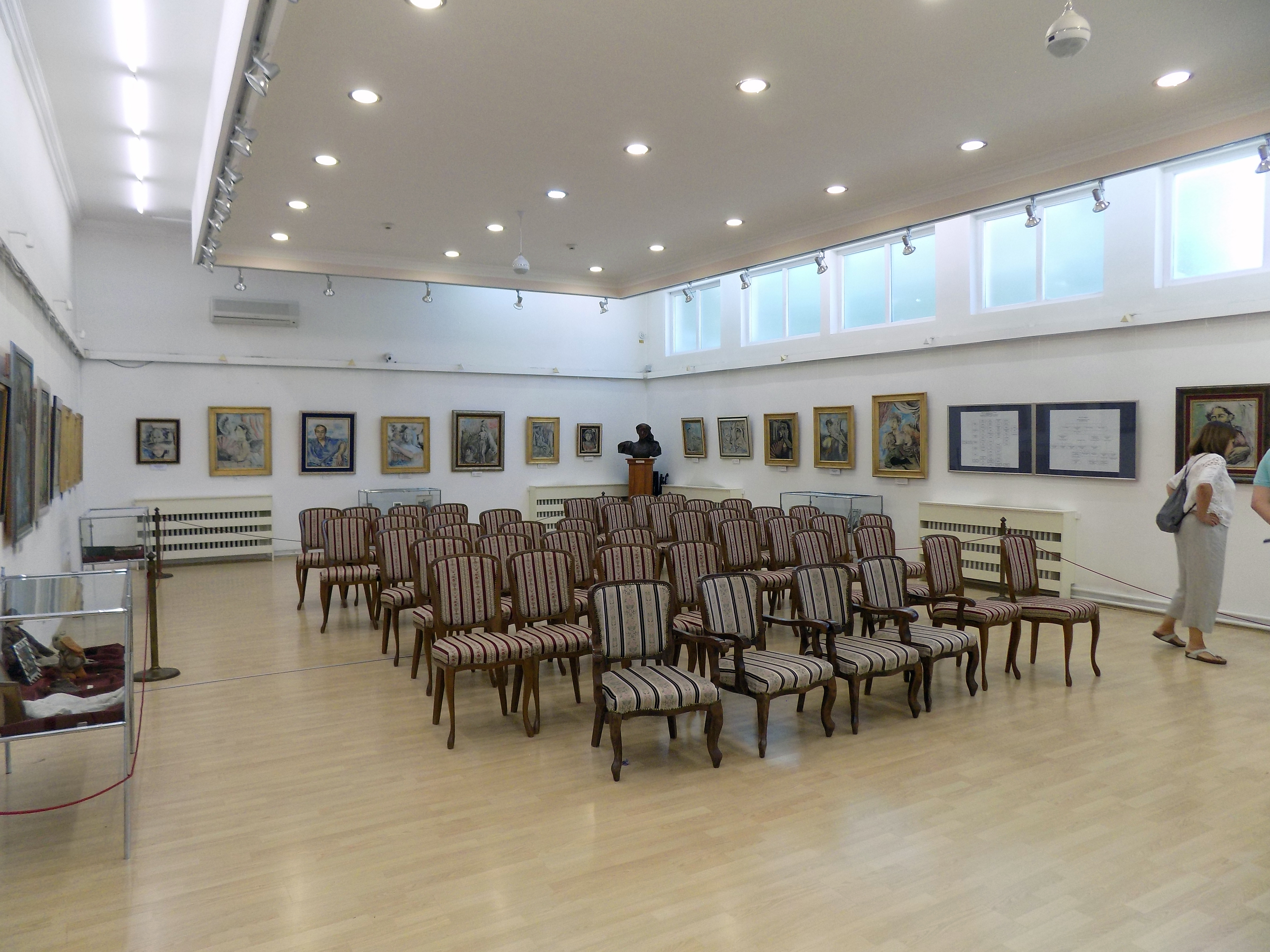
Ausstellungshalle
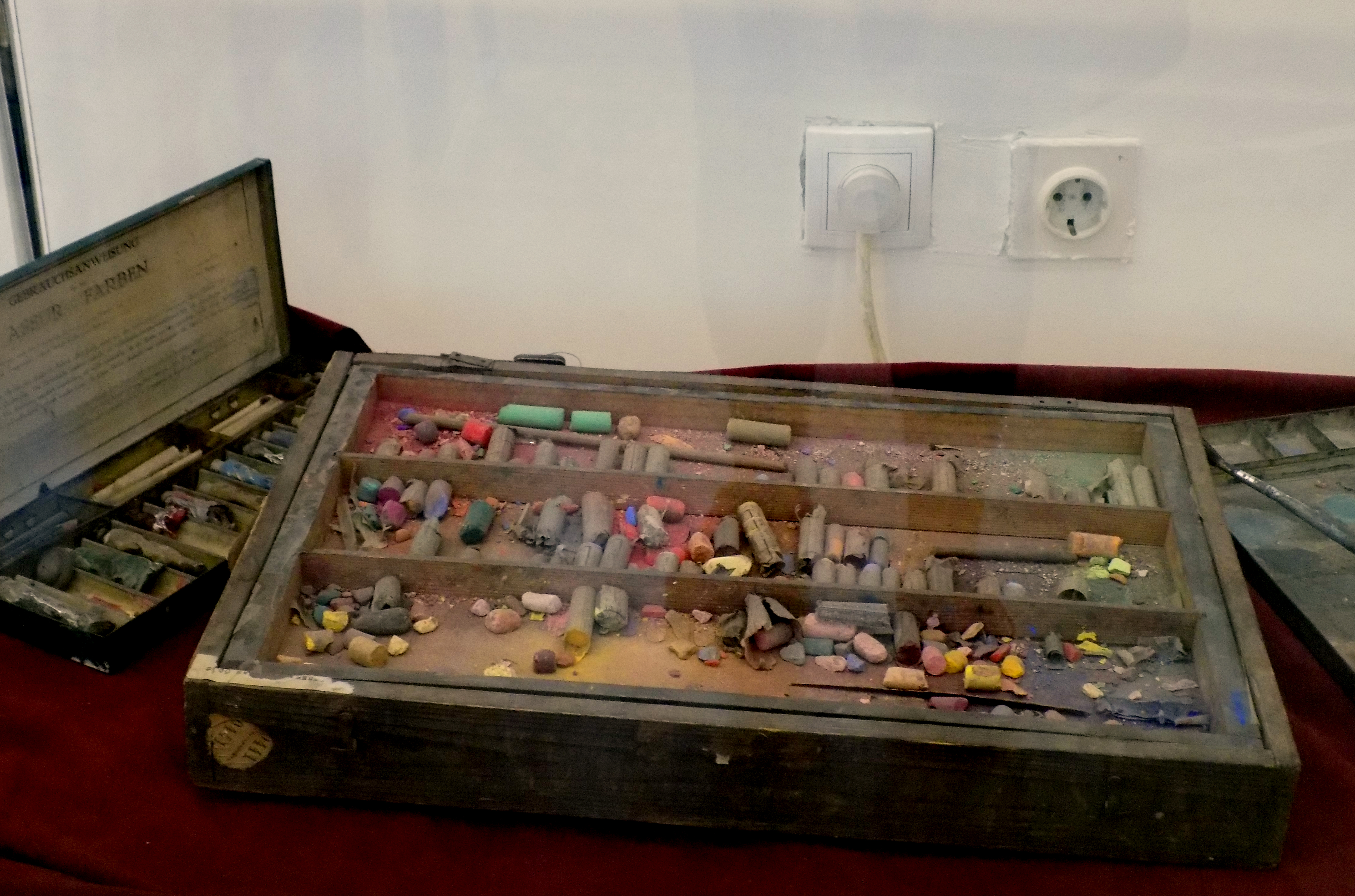
Milenas Malzubehör
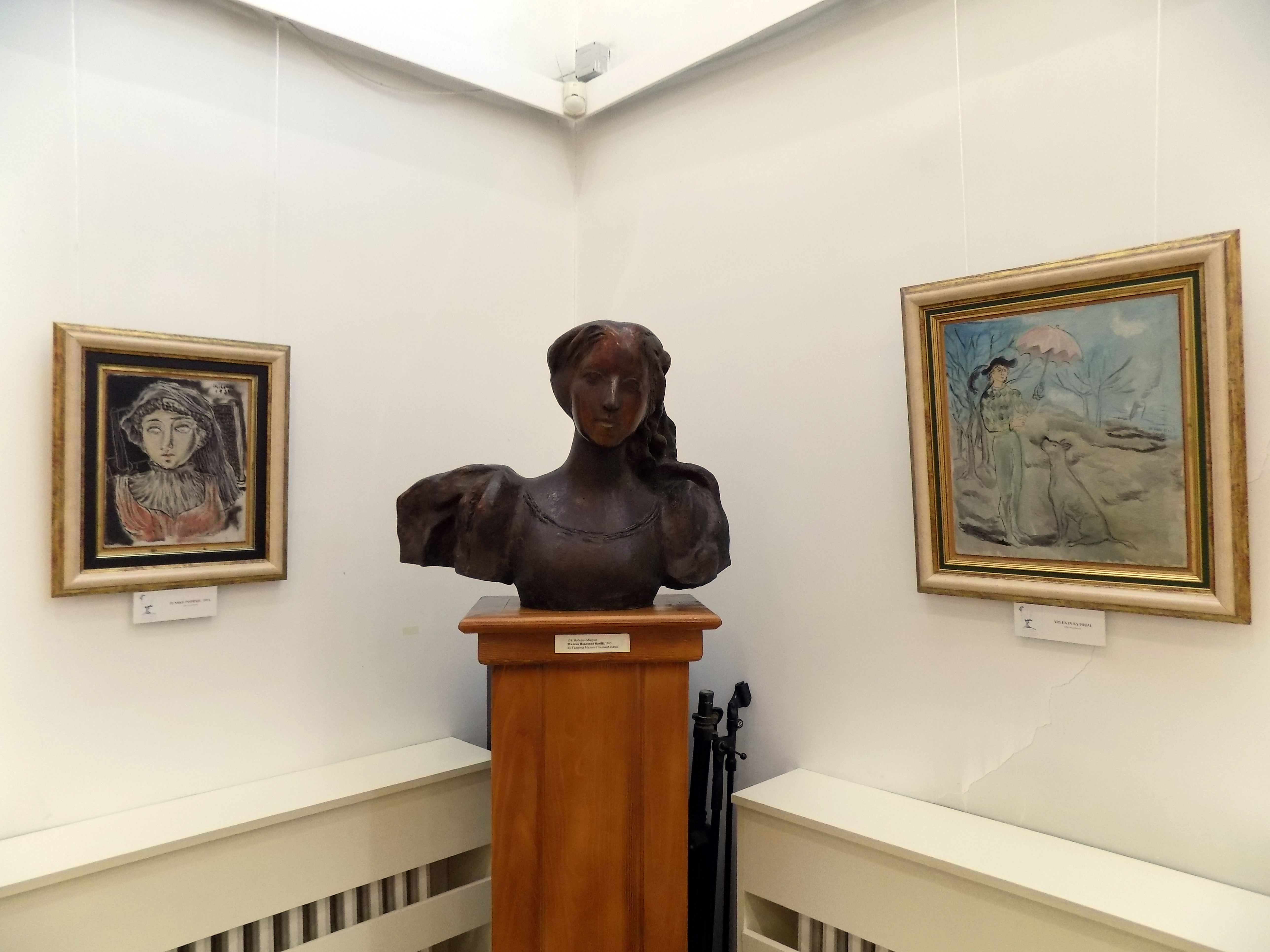
Milenas Büste, das Werk des Bildhauers Nebojša Mitrić
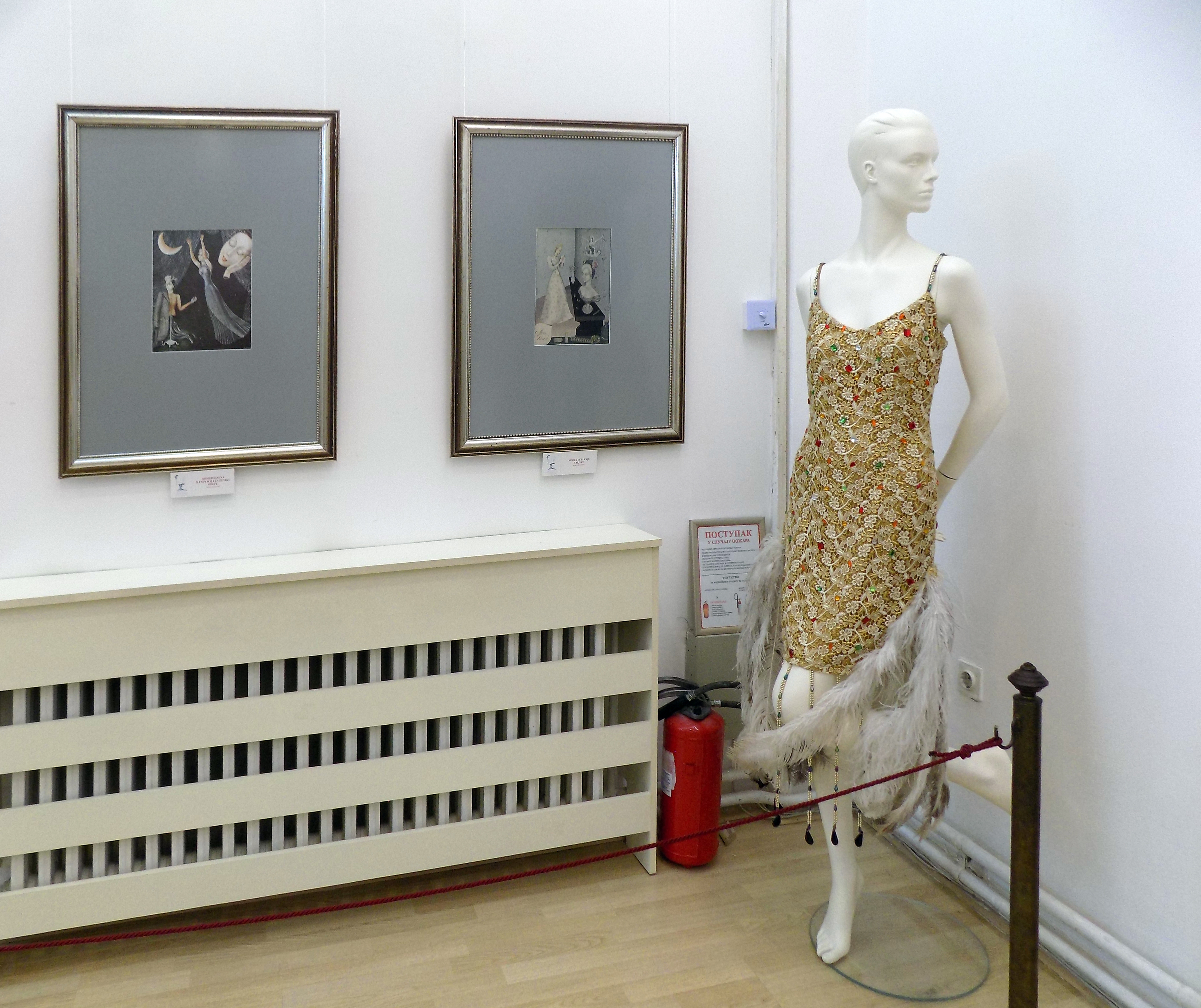
Die Titelseiten des "Vogue" und eines der Kleider, die Milena kreiert hat

## Werke
Poesie
- Poezija. Herausgegeben von Milisav Milenković. (Paralleltexte in Serbisch, Italienisch, Französisch und Spanisch) Verzal press, Beograd 1998. ISBN 86-7388-057-2.
- Neverni anđeli. Herausgegeben von Milisav Milenković. (Paralleltexte in Serbisch, Italienisch, Französisch und Spanisch) Nolit, Beograd 2009. ISBN 978-86-19-02465-5.